# 砂生地蔷薇
砂生地蔷薇（学名：Chamaerhodos sabulosa）是蔷薇科地蔷薇属的植物。分布在俄罗斯、蒙古以及中国大陆的内蒙古、西藏、新疆等地，生长于海拔1,100米至5,050米的地区，见于河边砂地以及砾地，目前尚未由人工引种栽培。